# Cerkev sv. Matere Božje, Donja Kamenica
Cerkev sv. Matere Božje (srbsko Црква Свeте Богородице, latinizirano: Crkva Svete Bogorodice; bolgarsko Църква Света Богородица, latinizirano: Carkva Sveta Bogorodica) je srednjeveška pravoslavna cerkev v vasi Donja Kamenica v občini Knjaževac, okrožje Zaječar, vzhodna Srbija. Na splošno velja, da je bila cerkev zgrajena v 14. stoletju, ko je bilo to območje del Vidinske apanaže Drugega bolgarskega cesarstva, čeprav so bile predlagane alternativne datacije.
Čeprav je cerkev Matere božje majhna, je značilna po nenavadnem arhitekturnem slogu, zlasti po visokem narteksu, ki ga obdajata dva ostro koničasta stolpa. Te značilnosti, ki namigujejo na ogrsko ali transilvanske vplive, so zelo netipične za srednjeveško bolgarsko cerkveno arhitekturo. Cerkev je v notranjosti bogato okrašena, s kar enajstimi freskami zgodovinskih osebnosti. Eden od teh portretov, napisan kot despot, je različno identificiran kot istoimenski sin bolgarskega carja Mihaela Šišmana ali kot nedokumentirani sin socarja Mihaela Asena IV.; prejšnje špekulacije, da je podoba upodabljala srbskega plemiča Mihaila Anđelovića ali samega Mihaela Šišmana, so od takrat padle v nemilost umetnostnih zgodovinarjev. Poleg teh zgodnjih portretov so bile notranje stene cerkve poslikane s kanoničnimi poslikavami, ki jih slogovno uvrščamo v 14.–15. Cerkev je bila obnovljena leta 1958 in je od leta 1982 pod zaščito srbske države.

## Zgodovina in arhitektura
Cerkev Svete Matere Božje leži v vzhodni srbski vasi Donja Kamenica, približno 10 do 15 kilometrov) jugovzhodno od Knjaževca, severovzhodno od Niša in nedaleč od bolgarske meje. Cerkev stoji na trgu v središču vasi, ob levem bregu reke Trgoviški Timok in ob stari vojaški cesti od Pirota do Vidina. Cerkev je ime dobila po številnih freskah, ki prikazujejo Marijo, Jezusovo mater.
Prevladujoče mnenje je, da je bila cerkev zgrajena in poslikana v zgodnjem 14. stoletju, kar sovpada z življenjskimi dobami posameznikov, ki so najbolj sprejeti kot predstavljeni z liki, upodobljenimi na cerkvenih freskah. Takrat je vas Donja Kamenica skupaj z večjim delom Timoške doline pripadala Vidinski apanaži Drugega bolgarskega cesarstva. Vendar pa alternativne teorije postavljajo gradnjo cerkve v sredino 14. stoletja, sredino 15. stoletja ali celo 16. stoletje. Cerkev in njene freske so bile obnovljene leta 1958. Cerkev je bila leta 1982 razglašena za kulturni spomenik velikega pomena in je zaščitena s strani Republike Srbije.
V arhitekturnem smislu ima cerkev okroglo kupolo in eno apsido. Naos ali cela ima obliko grškega križa, v skladu s priljubljeno bizantinsko obliko. Posebej zanimiv je nekdanji dvonadstropni narteks, ki ga odlikujeta nenavadna vertikalnost in stolpa na obeh straneh vhoda. Sodeč po modelih, upodobljenih na donatorjevih portretih v notranjosti cerkve, je jasno, da sta bila stolpa prvotno bolj oddaljena in da je zahodna fasada z narteksom vključevala veliko lesenih del. Stolpa sta zaključena z ostro koničastimi piramidnimi elementi, z dodatnimi ostrimi detajli v vsakem od štirih vogalov piramide. Stolpa in njihova zasnova sta povsem nenavadna in brez primere v srednjeveški bolgarski cerkveni arhitekturi. Umetnostni zgodovinar Nikola Mavrodinov meni, da spominjata na gotsko arhitekturo, čeprav sodobnejša raziskovalka, Bistra Nikolova, zavrača njegovo oceno in meni, da gre za vpliv Ogrske ali Transilvanije.
Cerkev je kljub monumentalnemu videzu razmeroma majhna. Meri 7,80 krat 6,50 metra (po Nikolovi) ali 7,70 krat 6,20 metra (po Mavrodinovi). Materiali, uporabljeni pri gradnji cerkve, so bili predvsem klesani kamni, sprijeti z malto. Dodanih je bilo več vrst opeke, da bi izravnali strukturo in služili kot okras, zlasti v kupoli, ki ima bolj dovršeno opeko.

## Dekoracija
Freske v notranjosti cerkve so običajno datirane v 14.–15. stoletje, čeprav sledijo standardnemu kompozicijskemu modelu, ki je bil v bolgarskem cerkvenem okrasju uveljavljen od 13. stoletja. Nenavadno je, da je večina napisov, ki spremljajo slike, v bizantinski grščini, nekaj pa jih je v stari cerkveni slovanščini. Stenske poslikave imajo slogovno veliko skupnega s cerkvami iz jugozahodnih bolgarskih dežel.
Svetopisemski prizori in osebe, upodobljene v cerkvi Matere božje, vključujejo čaščenje otroka Jezusa kot evharistične žrtve (melizme) v spodnjem delu apside, vstajenje Lazarja, oznanjenje, zmagoslavni Jezusov vstop v Jeruzalem, Juda Iškarijot izda Jezusa, Kristusov pasijon v zgornjem delu Cele, Snemanje iz križa, Žalovanje in Marijino vnebovzetje na zahodni steni. Severna in južna stena cele ter zidni stebri nosijo freske svetnikov, vključno z redkimi podobami vojaških svetnikov na konju. V zgornjem delu narteksa, v južnem in severnem stolpu sta bili naslikani poslikavi svete Petke in svetega Nikolaja.
Freske cerkve Donja Kamenica obsegajo poleg verskih podob tudi enajst portretov sodobnih zgodovinskih osebnosti, razdeljenih v štiri kompozicije. Tri kompozicije so brez napisov, zaradi česar je identifikacija oseb praktično nemogoča. Prva kompozicija je v celi in prikazuje dva moža, ohranjena od pasu navzgor, od katerih eden drži model cerkve, in otroka, od katerega je danes vidna samo glava. Druga kompozicija je bila naslikana na zgornji zahodni steni narteksa in prikazuje moškega, žensko, fanta in deklico, moški pa drži tudi maketo cerkve, ki je pogost simbol darovanja. Umetnostna zgodovinarka Dragana Frfulanović meni, da podobe moških z modeloma na obeh kompozicijah prikazujejo isto osebo, glavnega donatorja. Tretja kompozicija je v celi in prikazuje dva človeka: meniha in duhovnika.

### Despotovi in despotičini portreti
Najbolj zanimiva je četrta kompozicija zgodovinskih osebnosti, mladenič in dekle, ki je bila naslikana na najnižji zahodni steni narteksa in vključuje napise v stari cerkveni slovanščini. Figure so naslikane obrnjene proti gledalcu. Rdeča oblačila moškega so prekrita z biseri in dvoglavimi orli, na glavi pa nosi despotovo krono arhaičnega videza. Moški v desni roki drži žezlo s križem. Svojo roko iztegne ženi, oblečeni v despotsko obleko in nosi primerno krono.
Napis ob liku moškega je bil dešifriran bodisi kot »Mihael despot, v Kristusu [našem] Bogu... zvesti« ali »Mihael despot, v Kristusu [našem] Bogu zvesti, sin carja Mihaela«. Obe branji predstavljata velik izziv glede pravilne identifikacije portretiranca, ki je bil očitno despot, nosil je ime Mihael in, če je slednje branje pravilno, je bil sin istoimenskega carja. Posledično so tako bolgarski kot srbski raziskovalci predlagali različne teorije.
Zgodnji bolgarski zgodovinar Petar Nikov je domneval, da je despot Mihael iz cerkve Donja Kamenica identičen bolgarskemu carju Mihaelu Šišmanu (vladal 1323–1330), ki je bil pred prihodom na prestol despot Vidina. Vendar se je oče Mihaela Šišmana imenoval Šišman, ne Mihael, in je bil običajno imenovan despot in ne car. V zameno je Mavrodinov predlagal teorijo, da je despot Mihael sicer neznani sin Mihaela Šišmana, ki ga je njegov oče postavil za despota Vidina po njegovem kronanju leta 1323. V vsakem primeru je bil ta neznani sin Mihaela Šišmana verjetno mrtev do leta 1331, ker se Belaur omenja kot vladar Vidina kmalu zatem. Slednja teorija je najbolj uveljavljena identifikacija despota Mihaela v bolgarskem zgodovinopisju.
Tretja teorija, ki jo podpirajo srbski in bolgarski raziskovalci, pravi, da je despot Mihael neznani sin Mihaela Asena IV., prvorojenega sina bolgarskega carja Ivana Aleksandra (vladal 1331–1371), ki je bil razglašen za socarja kmalu po očetovem pristopu na prestol in je umrl v bitki proti Osmanom pred leti 1354–1355. Proti tej identifikaciji je zapis Nikeforja Gregorja, ki omenja, da se je vdova Mihaela Asena po njegovi smrti brez otrok vrnila v Konstantinopel. Druga težava s to teorijo je, da noben vir ne omenja Mihaela Asena kot despota.
Druga teorija, ki so jo predstavili zgodnji srbski zgodovinarji in je pozneje izgubila podporo v srbski znanstveni stroki, je, da naj bi despota Mihaela identificirali s srbskim plemičem Mihailom Anđelovićem iz sredine 15. stoletja, bratom osmanskega državnika Mahmuda Paše Angelovića. Vendar pa je poglobljena raziskava fresk pokazala, da jih ni mogoče pripisati petdesetim letom 14. stoletja, saj so likovni slog, oblačila in pričeske na portretih neobičajni za to obdobje. Poleg tega se zdi, da je cerkev malo arhitekturno podobna cerkvam moravske šole, ki je prevladovala v srbski arhitekturi 15. stoletja. Razkrito je tudi, da so Donjo Kamenico v letih 1454–1455 nadzirali Osmani in v posesti nekega Jusufa, ne pa del Srbske despotovine, Mihailo Anđelović pa nikoli ni bil imenovan za despota.
Tudi identiteta ženske je bila predmet razprave. Napis, ki spremlja njeno podobo, jasno vključuje njen naslov, despotissa, kot tudi besedo hči. Glede na možno branje njenega imena kot Ana je bila identificirana kot Ana Neda, srbska žena Mihaela Šišmana, kar je v skladu s prvo identifikacijo despota. Nikolova meni, da je možno, da je ženska Ana Neda, tudi če je despot njen sin in ne mož. Teoretizira, da se je Ana Neda naselila v Vidinu po drugi poroki Mihaela Šišmana in imela osebno posest, ki je vključevala Donjo Kamenico. Drugo branje napisa dešifrira ime despotice kot Elena.